# Cremsa
Cremsa fou una marca catalana de motocicletes, motocarros i tricicles de repartiment, fabricats per l'empresa Construcciones Radio-Electro Mecánicas, S.A. a Barcelona entre 1958 i 1964. Les xifres de matriculacions que se'n coneixen són de 132 motocarros el 1964 i 13 el 1965.
L'empresa, amb seu al número 14-20 del carrer Cristóbal de Moura de Barcelona, es dedicava inicialment a l'estampat de peces metàl·liques per a la indústria de l'automòbil, tocant també els rams elèctric i tèxtil. El 1952, tenia una plantilla de 15 persones, que augmentà a 25 el 1959. Actualment, Construcciones Radio-Electro Mecánicas pertany a un hòlding de capital de risc.

## Història
A partir de 1956, l'empresa inicià la fabricació de tricicles de repartiment, anomenant Pato al seu primer model perquè el seu frontal i parafangs recordaven un ànec. El Pato fou un dels primers tricicles amb la caixa darrere del conductor i cabina, i estava propulsat per un motor Hispano Villiers 6M, amb refrigeració forçada, situat al costat dret del vehicle. La transmissió era per cadena a una sola roda. Aquell mateix any, 1956, s'anuncià un motocarro amb caixa davantera i manillar independent amb columna de direcció, denominat també "Motocarro Pato". Cal dir que l'empresa comercialitzava els seus vehicles des del carrer Còrsega, núm. 203-205, de Barcelona.
El 1957 aparegué una versió evolucionada del Pato amb moltes novetats: el motor anava situat al centre, sota el seient del conductor, la transmissió era per arbre a diferencial, la suspensió anterior era Earles i el canvi de 3 o 4 velocitats, amb marxa enrere, amb un xassís llarg amb reductora. El sistema de frens era triple hidràulic de peu sobre la roda posterior, mecànic de mà sobre la roda anterior i de mà amb palanca sobre l'arbre de transmissió.

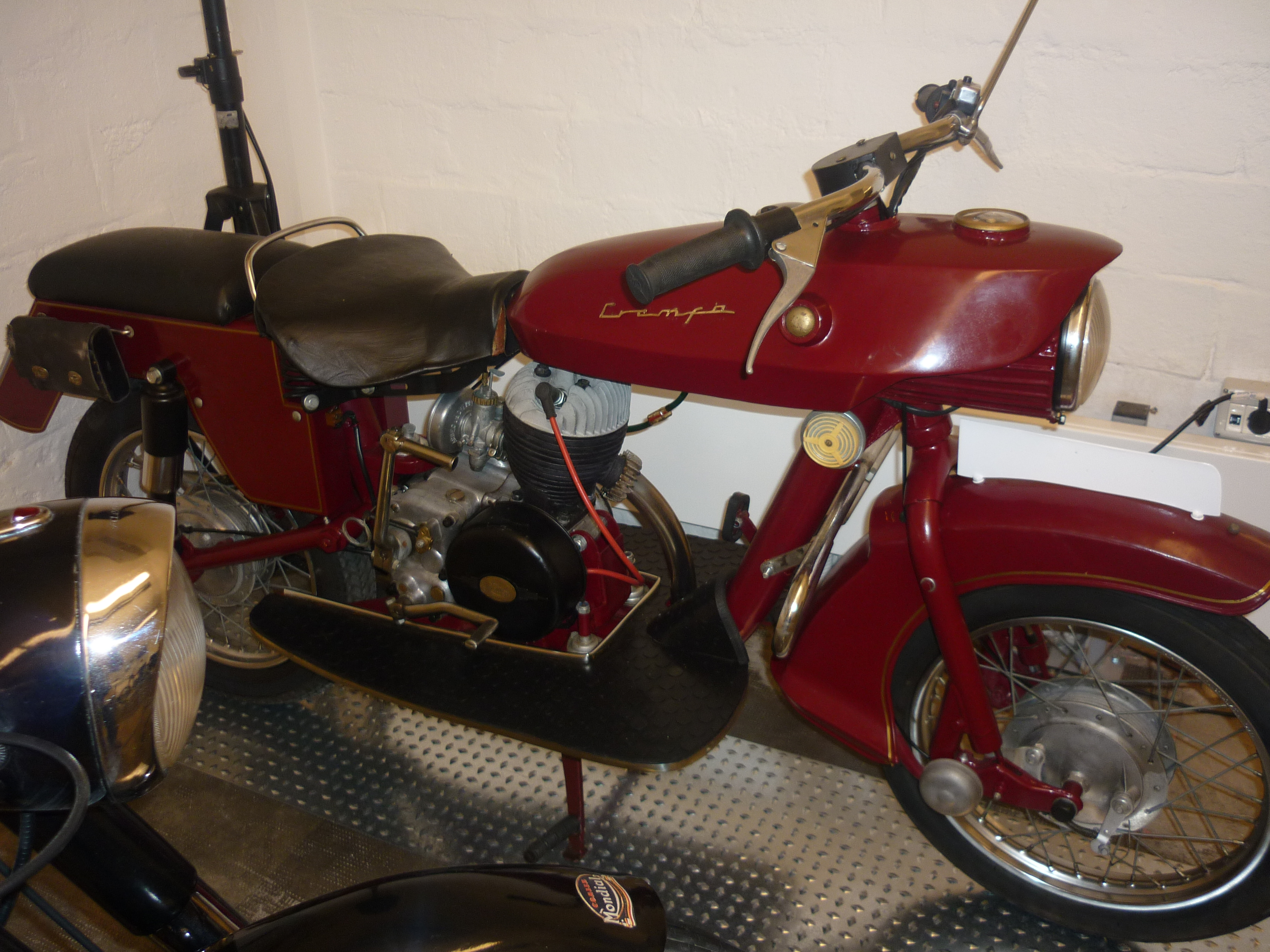
Cremsa Rally 200cc de 1960

Durant la dècada de 1960 es varen començar a comercialitzar també amb marca Cremsa uns motocarros fabricats per Trimosa. Inicialment se'n varen produir dos models, anomenats "Toro" i "Rata", i més tard un tercer tipus tractor que podia arrossegar un remolc amb una càrrega màxima de 1.000 kg. Els dos primers models muntaven motors Hispano Villiers de 250 cc.

### Motocicletes
La seva primera motocicleta va sortir el 1958 i es posà en producció el 1960: la Rallye, un model de línia avançada i futurista: S'oferia en dues motoritzacions: 197 cc, motor Hispano Villiers i 250 cc (bicilíndric) i suspensió davantera a biela empesa (un sistema molt perillós en les frenades).
El 1965, coincidint amb el llançament dels motors Hispano Villiers per a ciclomotor, decidiren llançar al mercat dos models (Turisme i Sport), equipats amb el mateix motor de 50 cc, amb una potència de 2 CV a 5.500 rpm, canvi de dues i tres velocitats amb comandament al peu i puny. Velocitat màxima: 50 km/h amb un consum d'1,5 l cada 100 km.